# هیلبرت لی بایر
ستوان (بعدها سرهنگ دوم) هیلبرت لی بایر کار خدماتی خود را به عنوان یک خلبان تکخال جنگ جهانی اول آغاز کرد که شش پیروزی هوایی داشت.
بایر در ۱۸ ژوئیه ۱۹۱۷ به خدمات هوایی ارتش ایالات متحده پیوست. او به نیروی هوایی سلطنتی فرستاده شد و در ۵ ژوئیه ۱۹۱۸ به اسکادران ۲۴ وارد شد. در ۲۲ اوت، او اولین برد خود را با همکاری ویلیام لمبرت و چند خلبان دیگر انجام داد و یک فوکر دی.۷ را از کنترل خارج کرد. بایر همچنین یکی از دو پیروزی خود در ۲۹ اوت را با خلبان دیگری انجام داد. روز بعد، بیر و هوراس بارتون در انهدام یک هواپیمای شناسایی آلباتروس همکاری کردند. بایر به تنهایی یک فوکر دی.۷ را در ۸ سپتامبر نابود کرد. یک هفته بعد، برای آخرین پیروزی خود، او دوباره با بارتون در انهدام یک هواپیمای شناسایی هانوفر همکاری کرد. در ماه اکتبر، بایر به یک واحد آمریکایی، اسکادران 25 Aero منتقل شد.
در جنگ جهانی دوم، هیلبرت بایر به عنوان سرهنگ دوم به خدمت در نیروی هوایی ارتش ایالات متحده بازگشت.